# Курбанов, Зарип
Зарип Курбанов — советский хозяйственный деятель, Герой Социалистического Труда.

## Биография
Родился в 1921 году на территории Хорезмской народной советской республики. Член КПСС.
В 1933—1983 гг. — колхозник-хлопкороб, звеньевой хлопководческого звена, бригадир хлопководческой бригады колхоза имени Нариманова Багатского района Хорезмской области Узбекской ССР.
Указом Президиума Верховного Совета СССР от 8 апреля 1971 года присвоено звание Героя Социалистического Труда с вручением ордена Ленина и золотой медали «Серп и Молот».
С 1983 года — персональный пенсионер союзного значения.
Умер после 1983 года в Багатском районе Хорезмской области.

## Награды и звания
- Герой Социалистического Труда (08.04.1971)
- Орден Ленина (30.04.1966, 08.04.1971)
- Орден Трудового Красного Знамени (11.01.1957)
- Орден Дружбы народов (04.03.1980)